# Plestiodon popei
Plestiodon popei là một loài thằn lằn trong họ Scincidae. Loài này được Hikida mô tả khoa học đầu tiên năm 1989.